# Yamakoshi-gun (Hokkaidō)

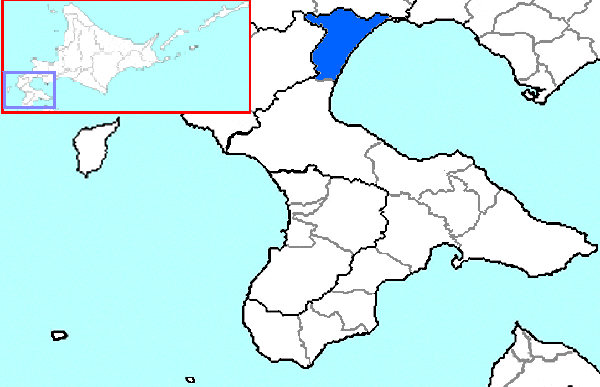
Lage des Landkreises Yamakoshi im Südwesten Hokkaidōs.

Yamakoshi (jap. 山越郡, -gun) ist ein Landkreis der japanischen Unterpräfektur Oshima, Präfektur Hokkaidō. Die Einwohnerzahl des 310,76 km² umfassenden Gebietes beläuft sich auf 5112 (Stand: 31. Dezember 2020), die Bevölkerungsdichte demnach auf 16 Einwohner pro Quadratkilometer.
Auf der Verwaltungsebene ist dem Landkreis Yamakoshi nur die Stadt Oshamambe untergeordnet.